# Les campanes de Silèsia
Les campanes de Silèsia (títol original en alemany: Das Unheil; en francès: Les cloches de Silésie) és una pel·lícula germano-francesa dirigida per Peter Fleischmann, estrenada el 1972. Ha estat doblada al català.

## Argument
La contaminació, desafecció, la decadència moral i el malestar social envolten una església i la família del seu pastor que es dirigeix cap a una celebració per sobre del retorn de les seves campanes.

## Repartiment
- Vitus Zeplichal: Hille
- Reinhard Kolldehoff: Pfarrer
- Silke Kulik: Dimuth
- Helga Riedel-Hassenstein: Mutter
- Ingmar Zeisberg: Sibylle
- Werner Hess: Dr. Raucheisen
- Ulrich Greiwe: Estudiant
- Frédérique Jeantet: Roswitha
- Gabi Will: Gabi

## Premis i nominacions
Nominacions
- 1972: Palma d'Or